# Riolândia
Riolândia est une municipalité brésilienne de la microrégion de Votuporanga.